# Didymoglossum
Genre
Didymoglossum est un genre de fougères de la famille des Hyménophyllacées. 

## Description
Les espèces de ce genre présentent :
- un long rhizome traçant, couvert de poils bruns à noirâtres et sans racines
- des fausses nervures parallèles aux vraies nervures
- une nervation catadrome.

Généralement, l'indusie n'a pas deux lèvres (elle est souvent tubulaire).
Le nombre de base de chromosomes pour les espèces de ce genre est de 34. Plusieurs espèces sont triploïdes ou tétraploïdes.

## Dénominations et systématique

### Historique du genre
Il est d'abord créé en 1827 comme genre de la famille des Hymenophyllacées par Nicaise Augustin Desvaux.
En 1843, Karel Bořivoj Presl crée un regroupement supra-générique Didymoglosseae à côté de Trichomaneae qu'il nomme (illégalement au regard du code de Botanique) « Section ». À l'intérieur des Didymoglosseae, il place trois genres Didymoglossum, Meringium et Hemiphlebium (à l'intérieur des Trichomaneae, il place les genres Feea, Hymenostachys, Lecanium, Cardiomanes, Trichomanes, Ragatelus, Neurophyllum, Microgonium et Abrodictyum : dont deux de ces genres - Lecanium et Microgonium - serviront à la redéfinition du genre Didymoglossum. En 1851, une redéfinition le conduit à maintenir uniquement quatre espèces dans le genre Didymoglossum.
En 1857, Thomas Moore en fait une section du genre Trichomanes.
En 1906, Carl Frederik Albert Christensen replace le genre de Nicaise Augustin Desvaux comme sous-genre parmi les différents sous-genres de Trichomanes (Serpyllopsis, Didymoglossum, Gonocormus, Cardiomanes, Achomanes, Feea, Cephalomanes, Eutrichomanes) ; il lui attribue trois sections : Microgonium, Hemiphlebium et Lecanium.
En 1938, Edwin Bingham Copeland redéfinit le genre de Desvaux. 
En 1962, Jan Gerard Wessels Boer fait de Didymoglossum une section du genre Trichomanes
En 1968, Conrad Vernon Morton le conserve en sous genre de Trichomanes mais le redéfinit avec trois sections à l'instar de Christensen : Didymoglossum, Microgonium et Lecanium.
Enfin, en 2006, Atsushi Ebihara, Jean-Yves Dubuisson, Kunio Iwatsuki, Sabine Hennequin et Motomi Ito, sur la base d'études de phylogénétique moléculaire, le redéfinissent comme genre à part entière - le genre initial de Desvaux -, avec seulement deux sous-genres correspondant aux sections de Christensen et Morton Didymoglossum et Microgonium.

### Liste des espèces
La liste des espèces a été constituée en premier à partir du document de Atsushi Ebihara, Jean-Yves Dubuisson, Kunio Iwatsuki, Sabine Hennequin et Motomi Ito, et a été complétée des indications des index IPNI et Tropicos à la date de juin 2010. Lorsque ces indications n'ont pas été suffisantes, en particulier pour les synonymies, les informations taxinomiques ont été recherchées dans les documents et index historiques comme ceux de Conrad Vernon Morton, Carl Frederik Albert Christensen (en général retranscrit par l'IPNI) et tout autre document disponible, en particulier sur le site de la librairie numérique sur la biodiversité.
Le genre a été subdivisé en deux sous-genres : Didymoglossum et Microgonium.

#### Sous-genreDidymoglossum
Le sous-genre Didymoglossum comprend toutes les espèces qui ne présentent pas de fausses nervures submarginales.

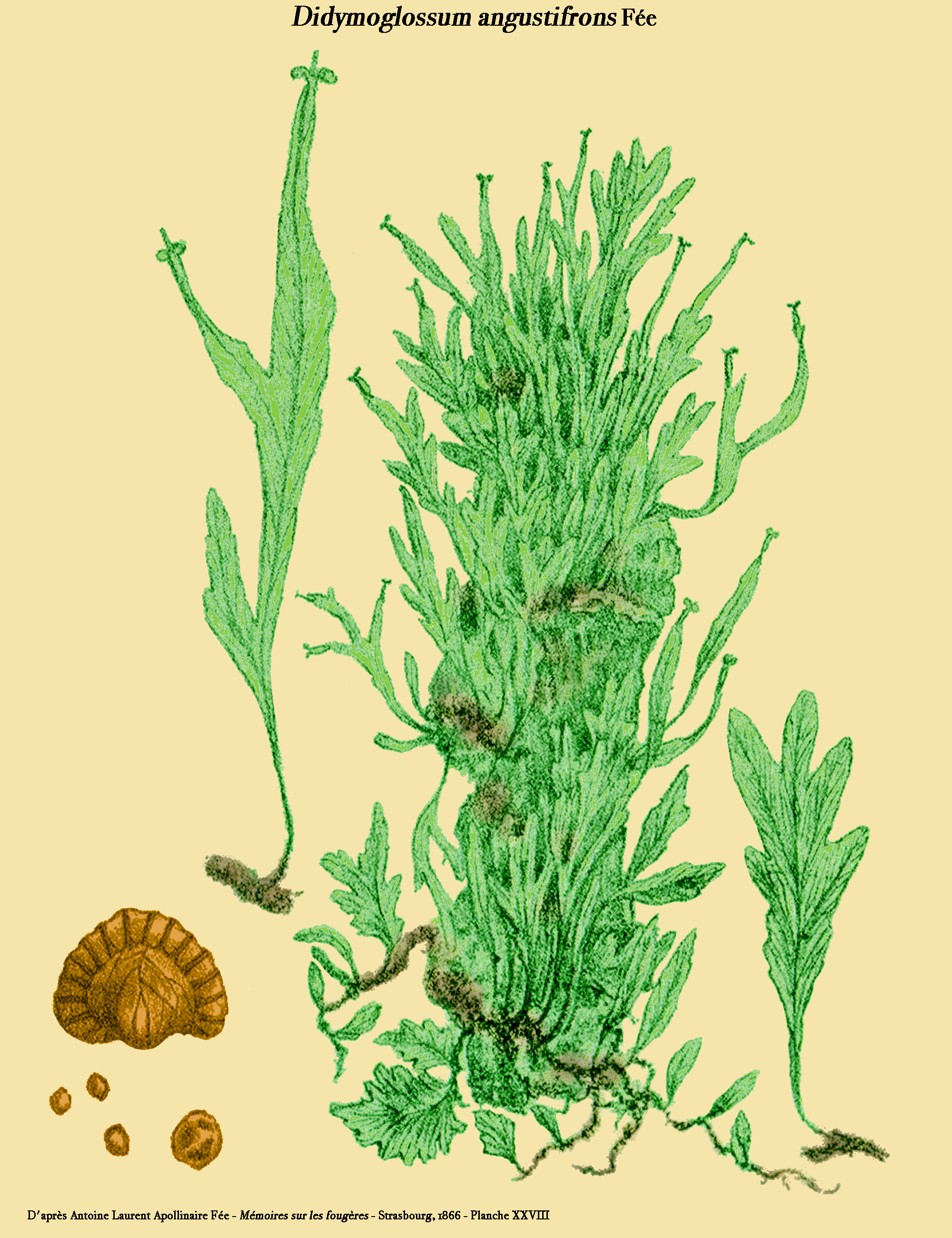
Didymoglossum angustifrons
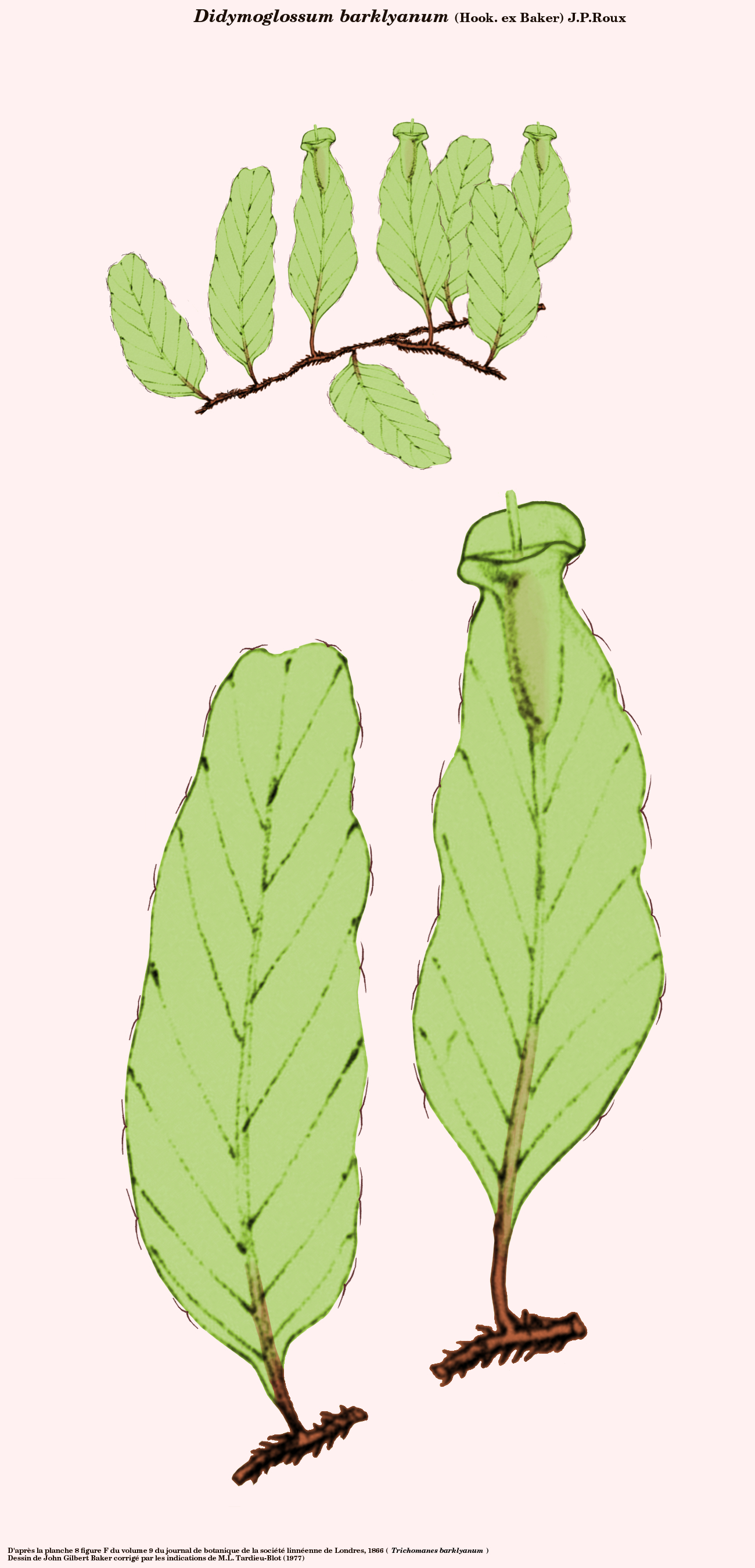
Didymoglossum barklyanum
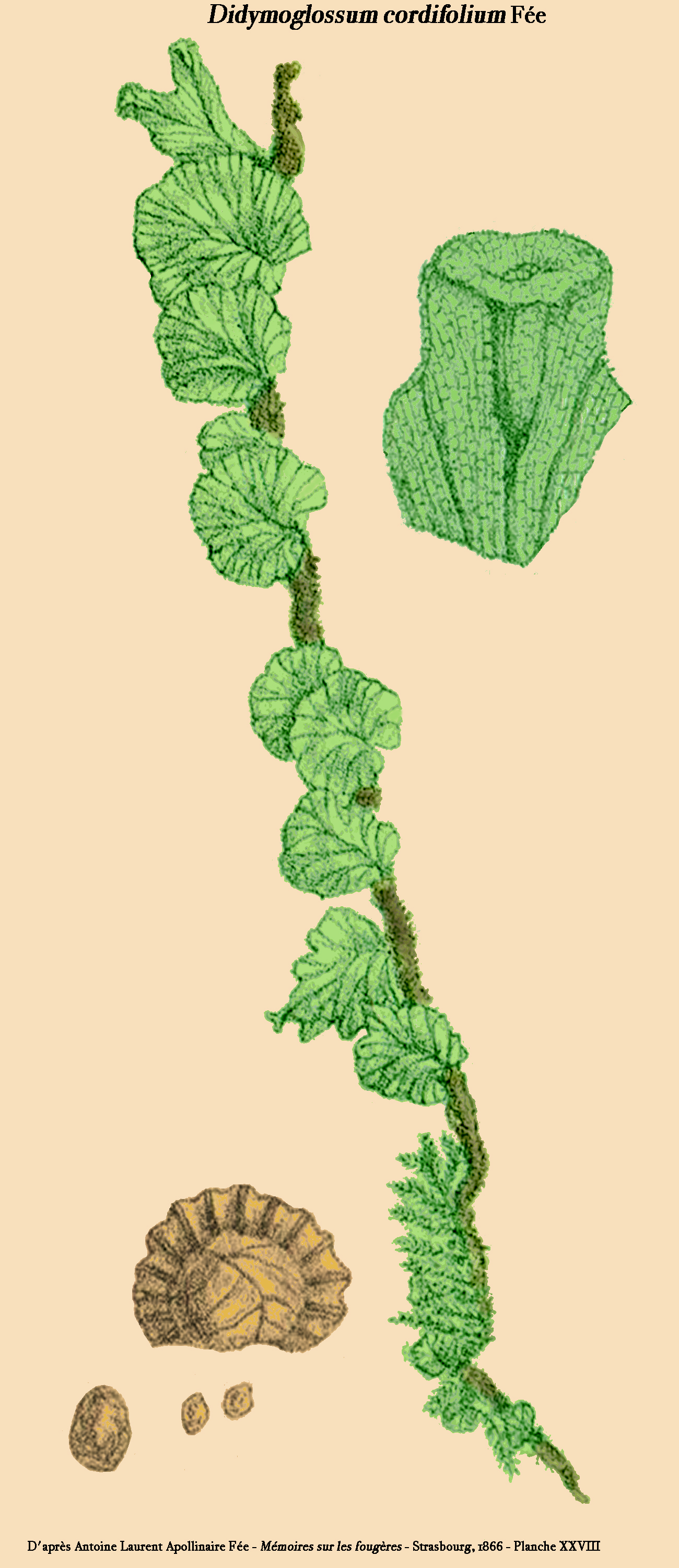
Didymoglossum cordifolium
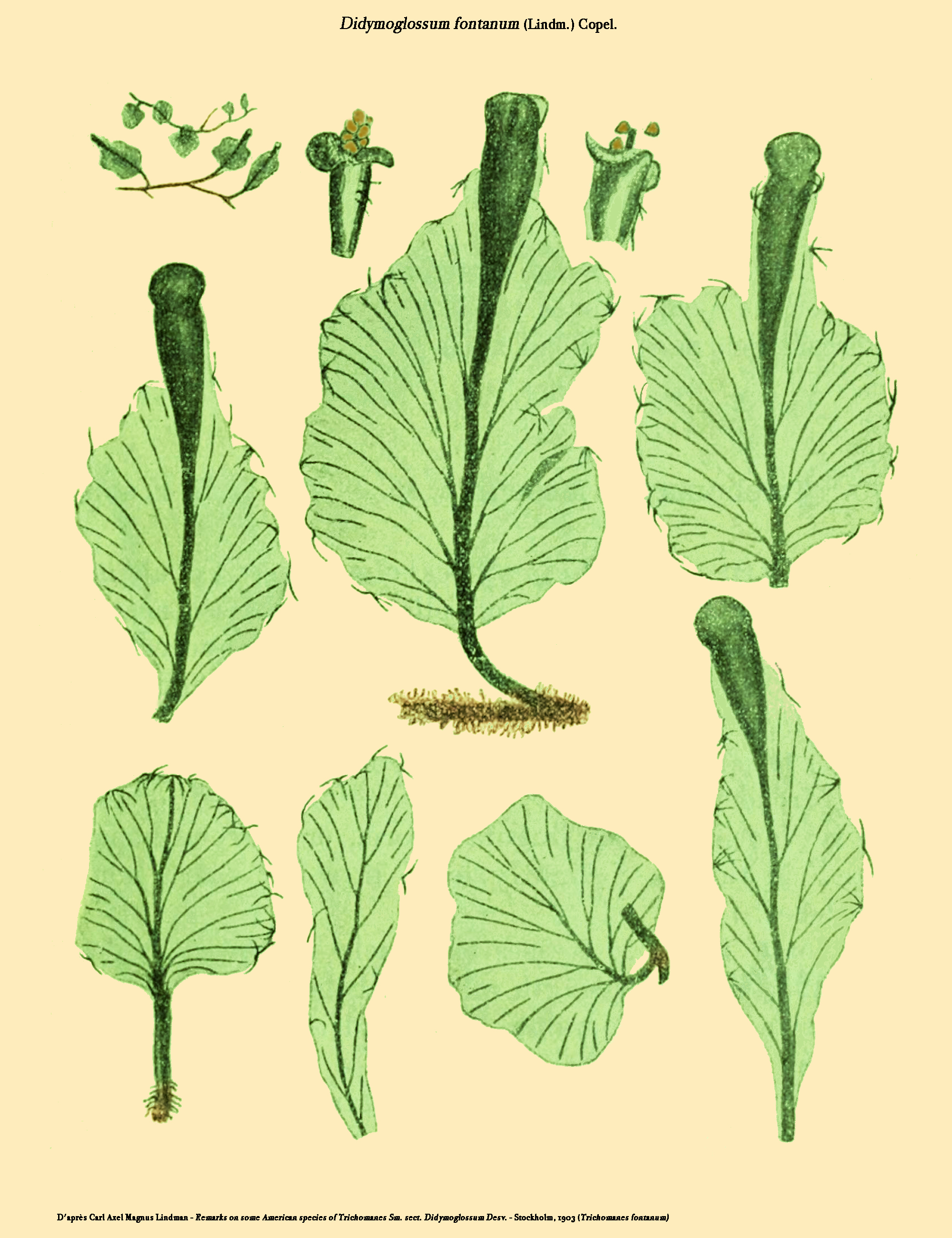
Didymoglossum fontanum
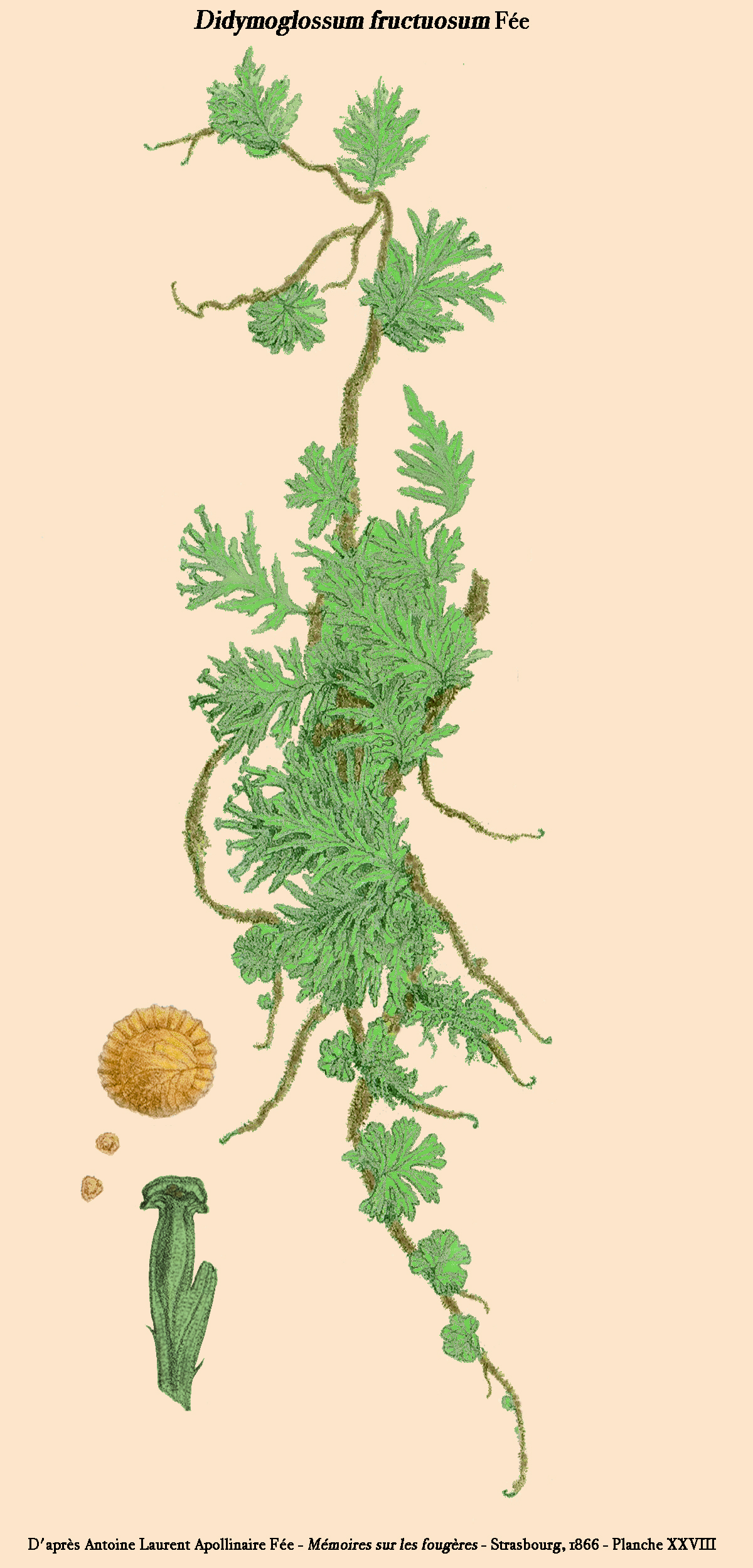
Didymoglossum fructuosum
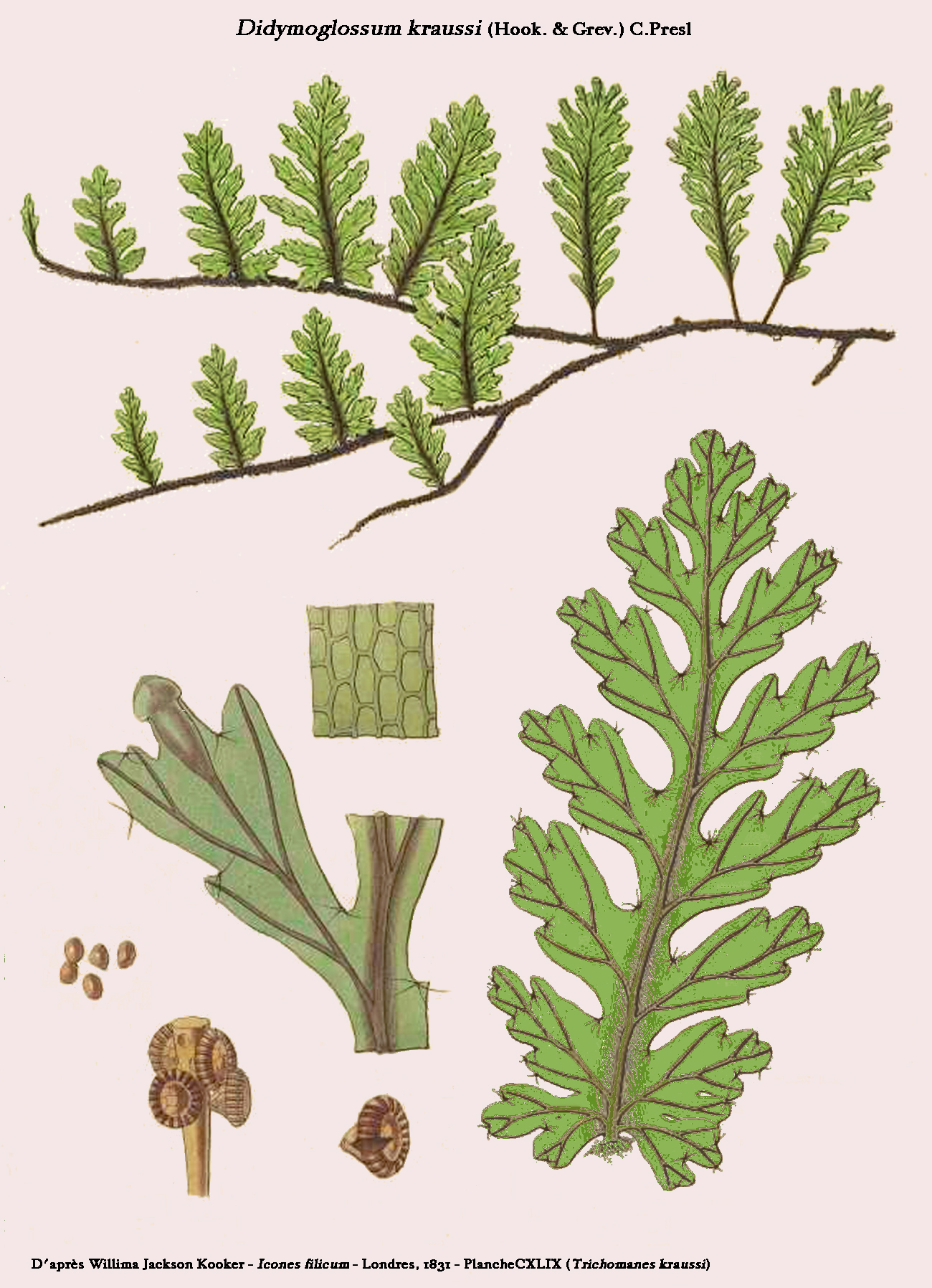
Didymoglossum krausii
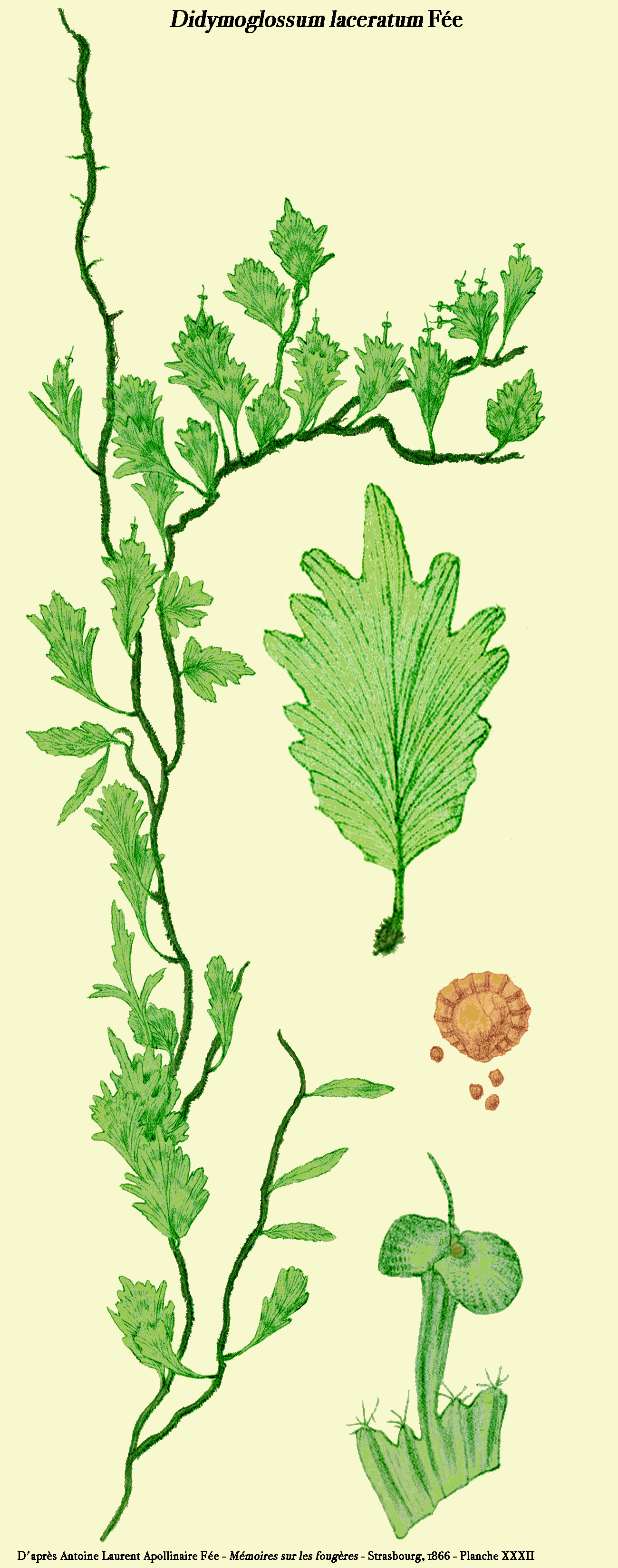
Didymoglossum laceratum
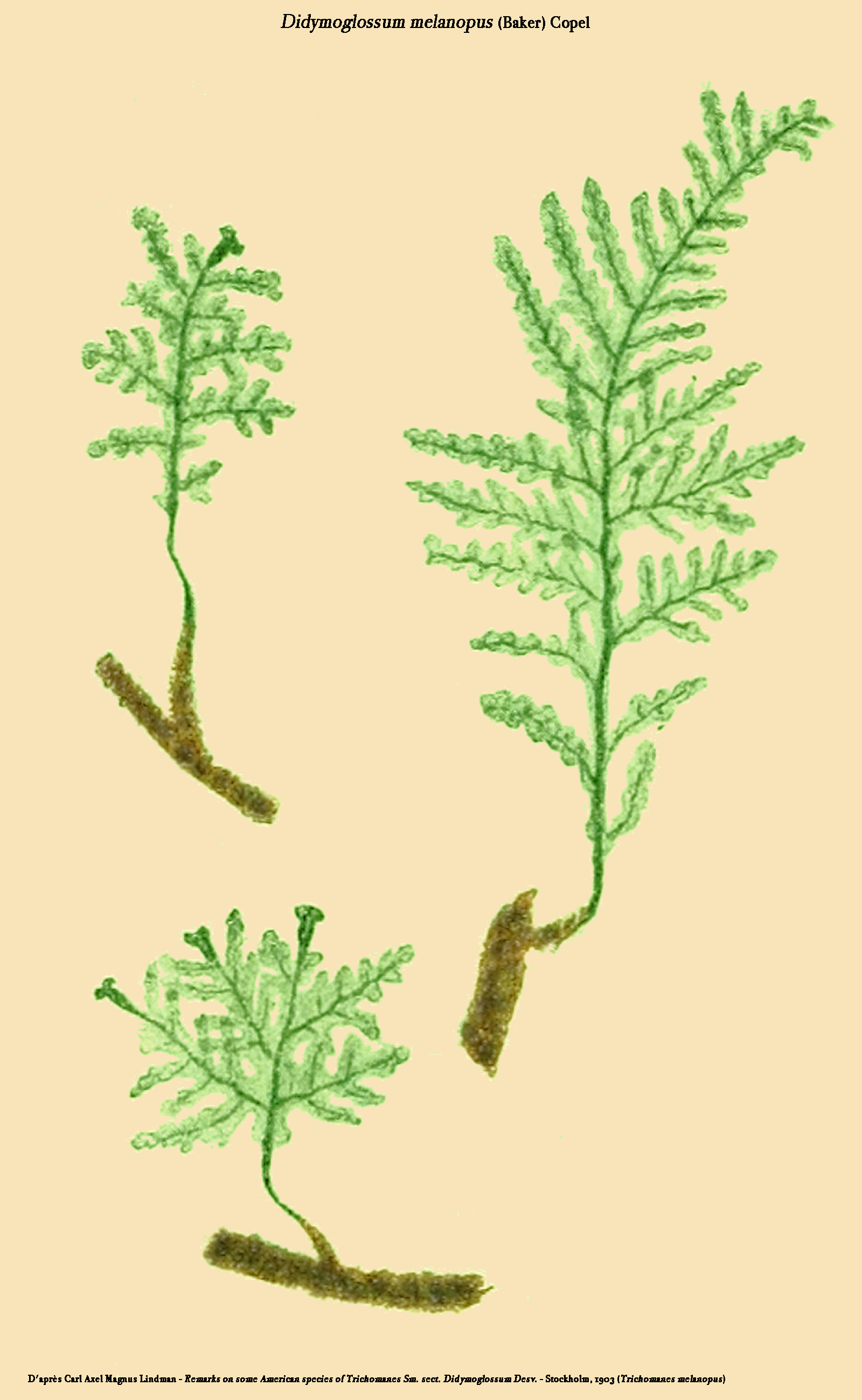
Didymoglossum melanopus
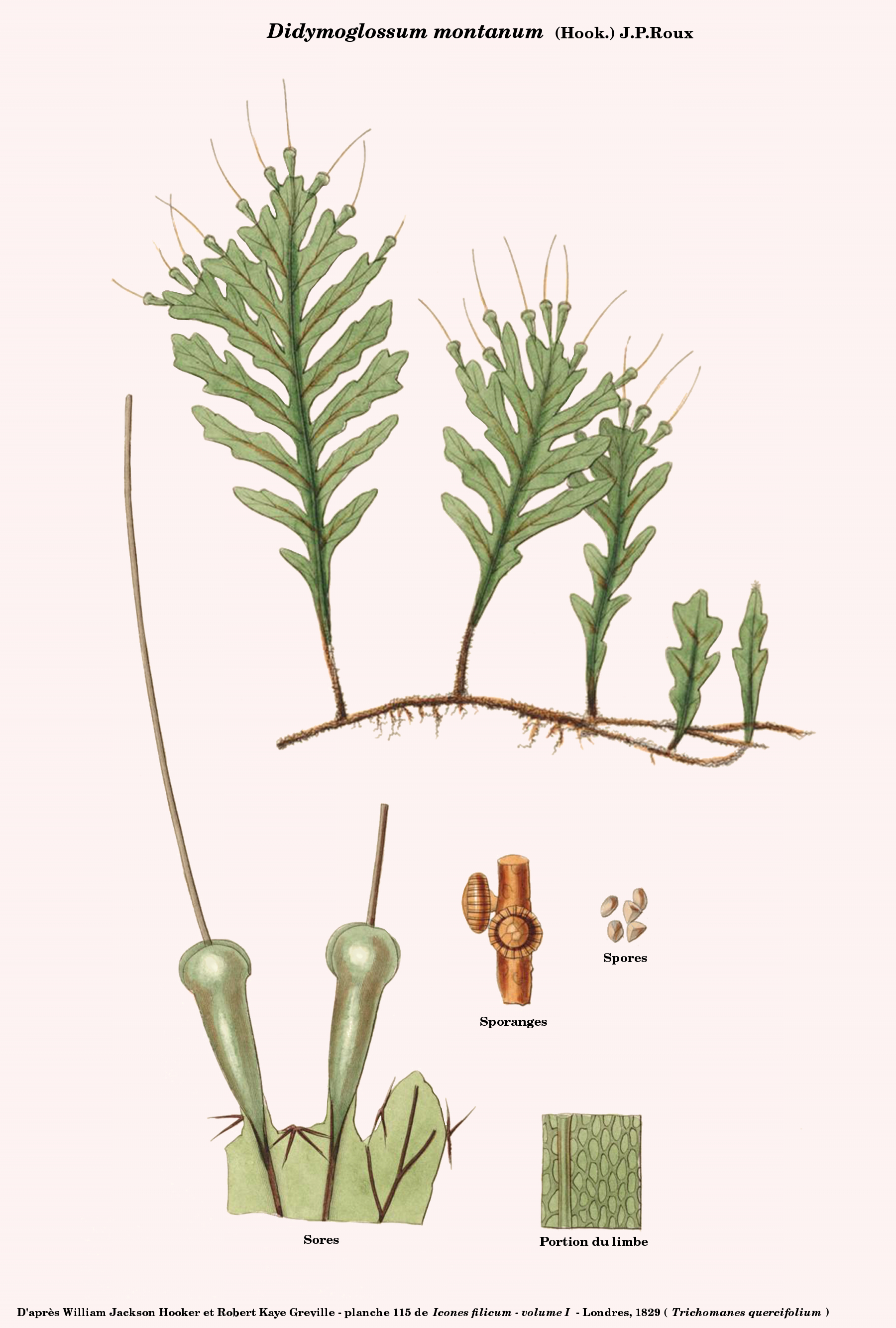
Didymoglossum montanum
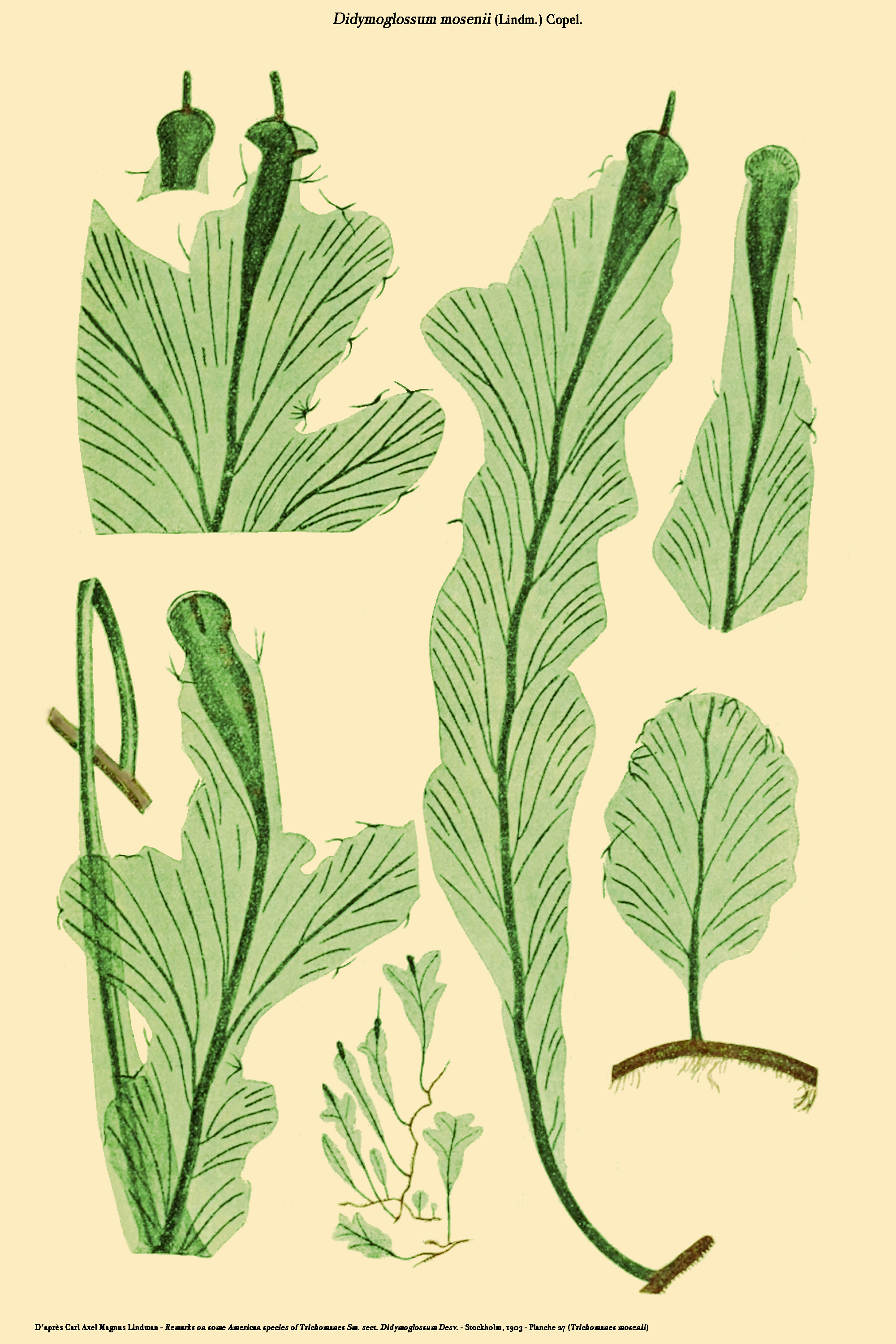
Didymoglossum mosenii
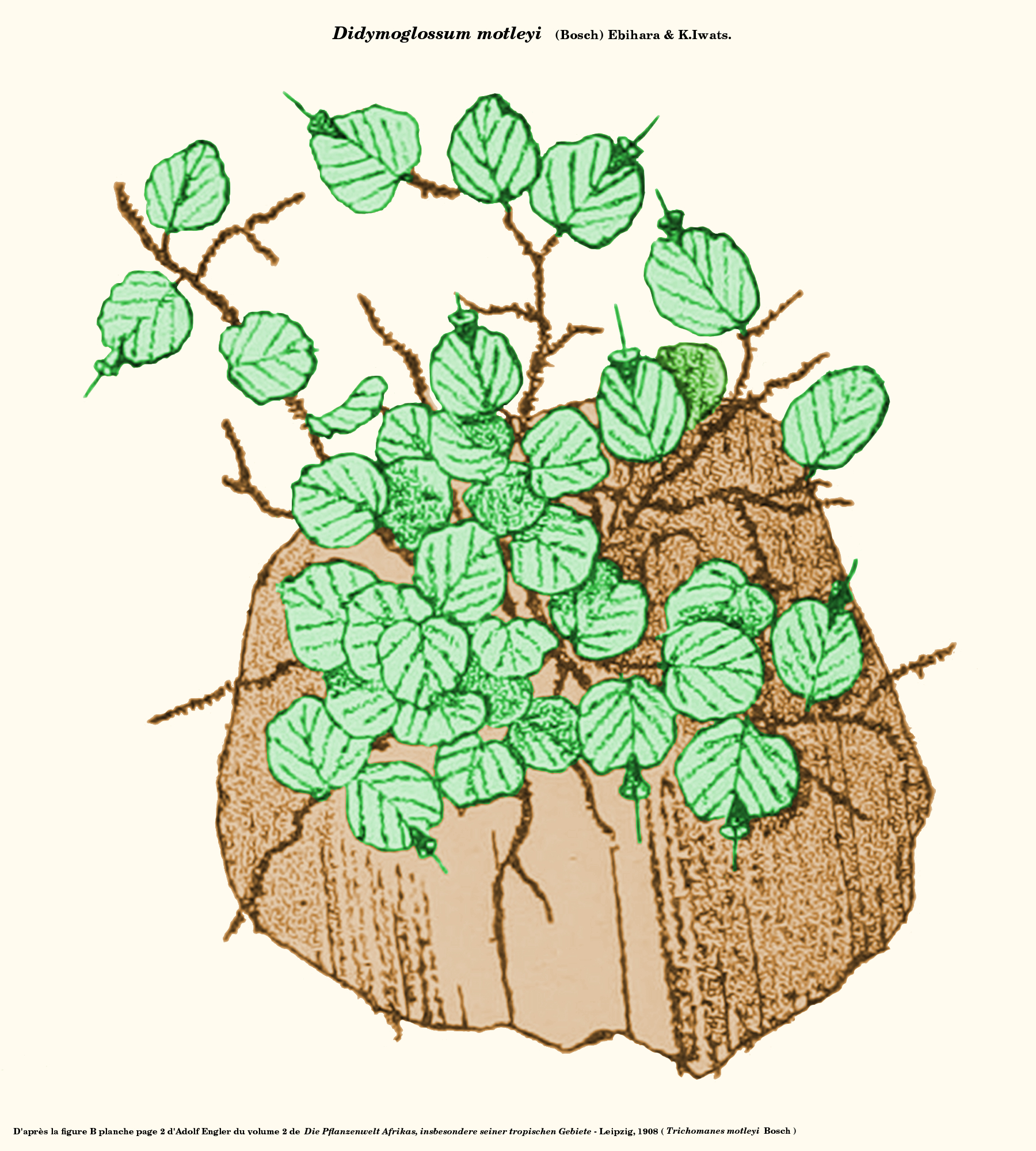
Didymoglossum motleyi
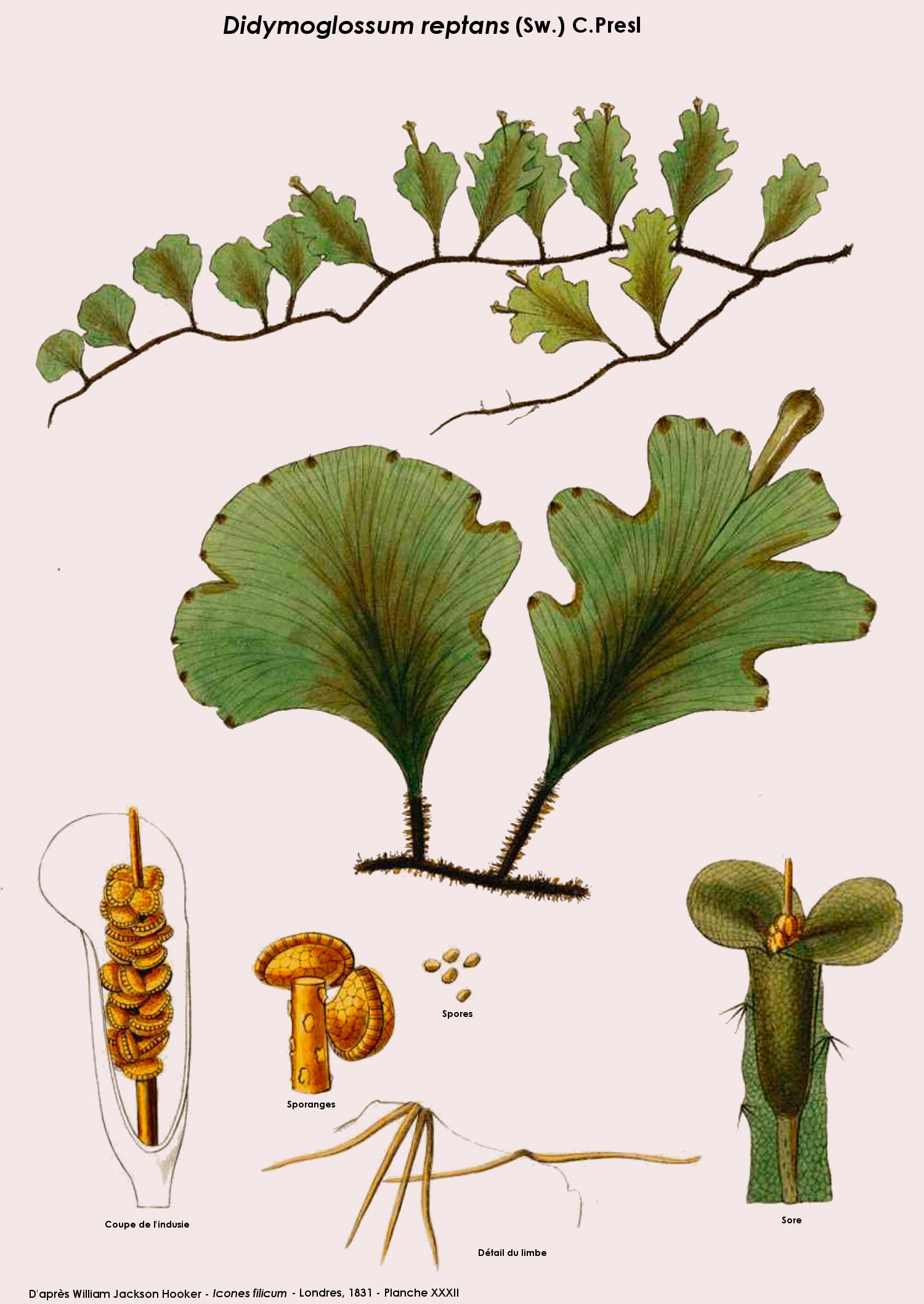
Didymoglossum reptans
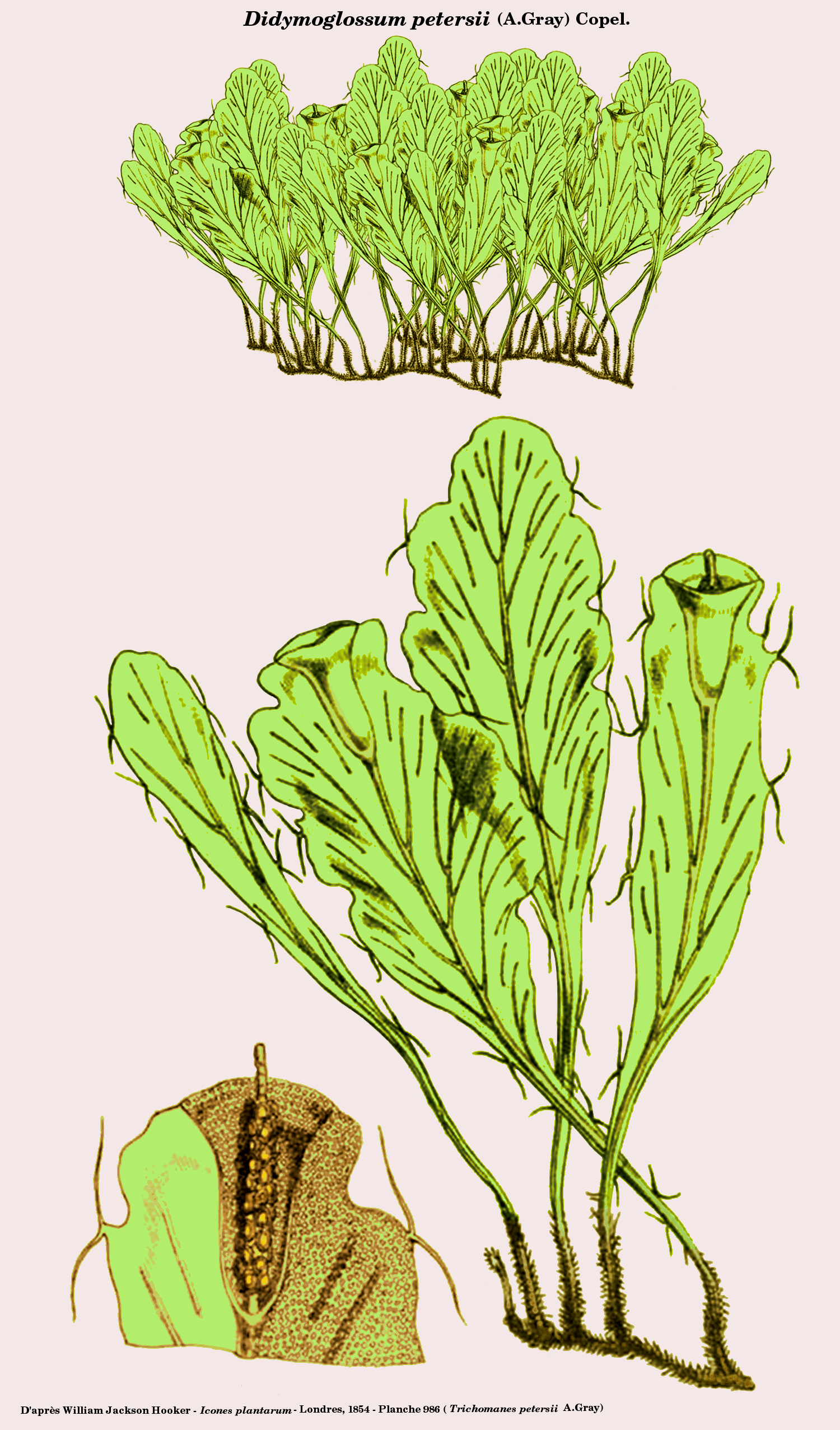
Didymoglossum petersii
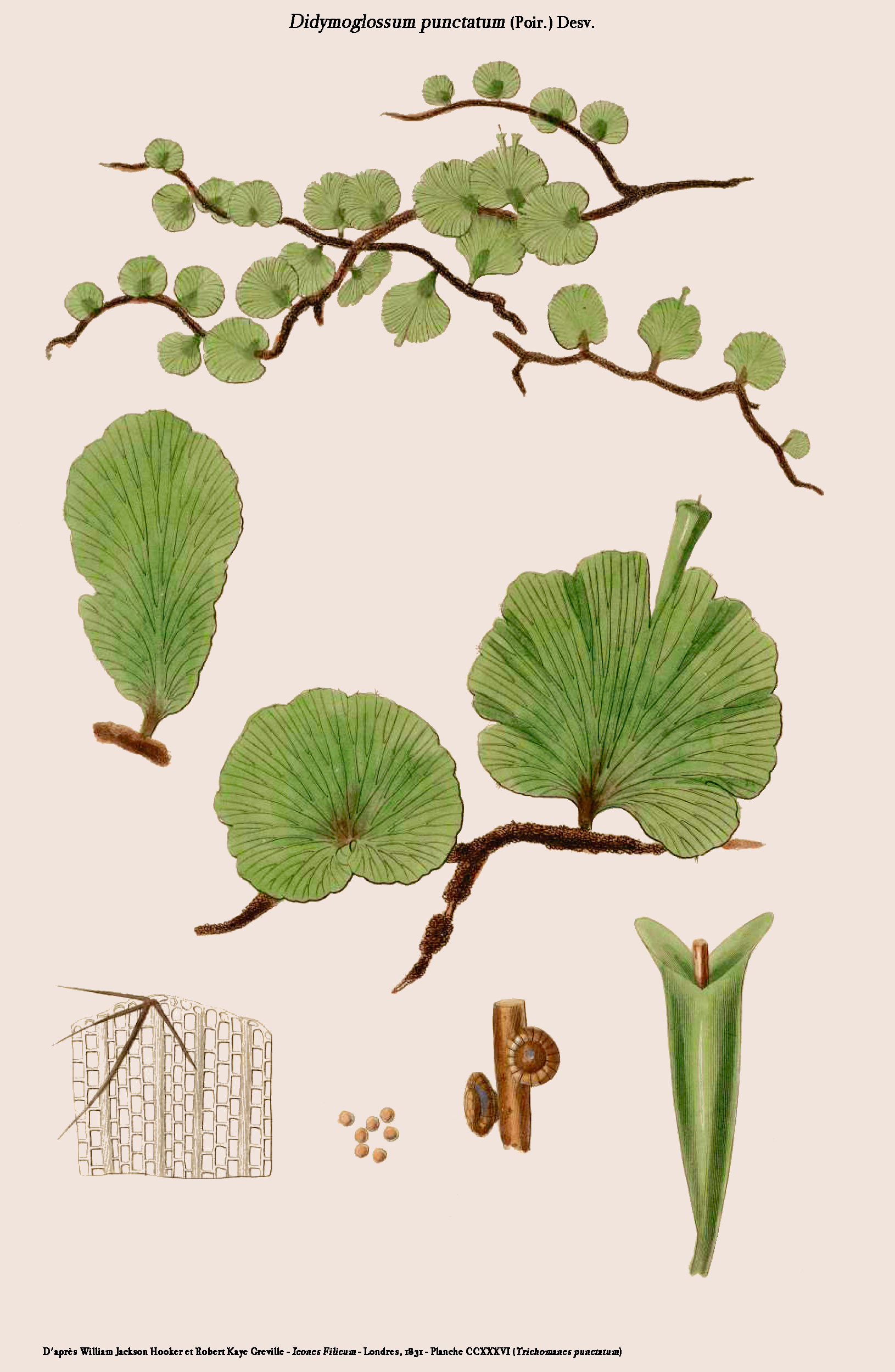
Didymoglossum punctatum
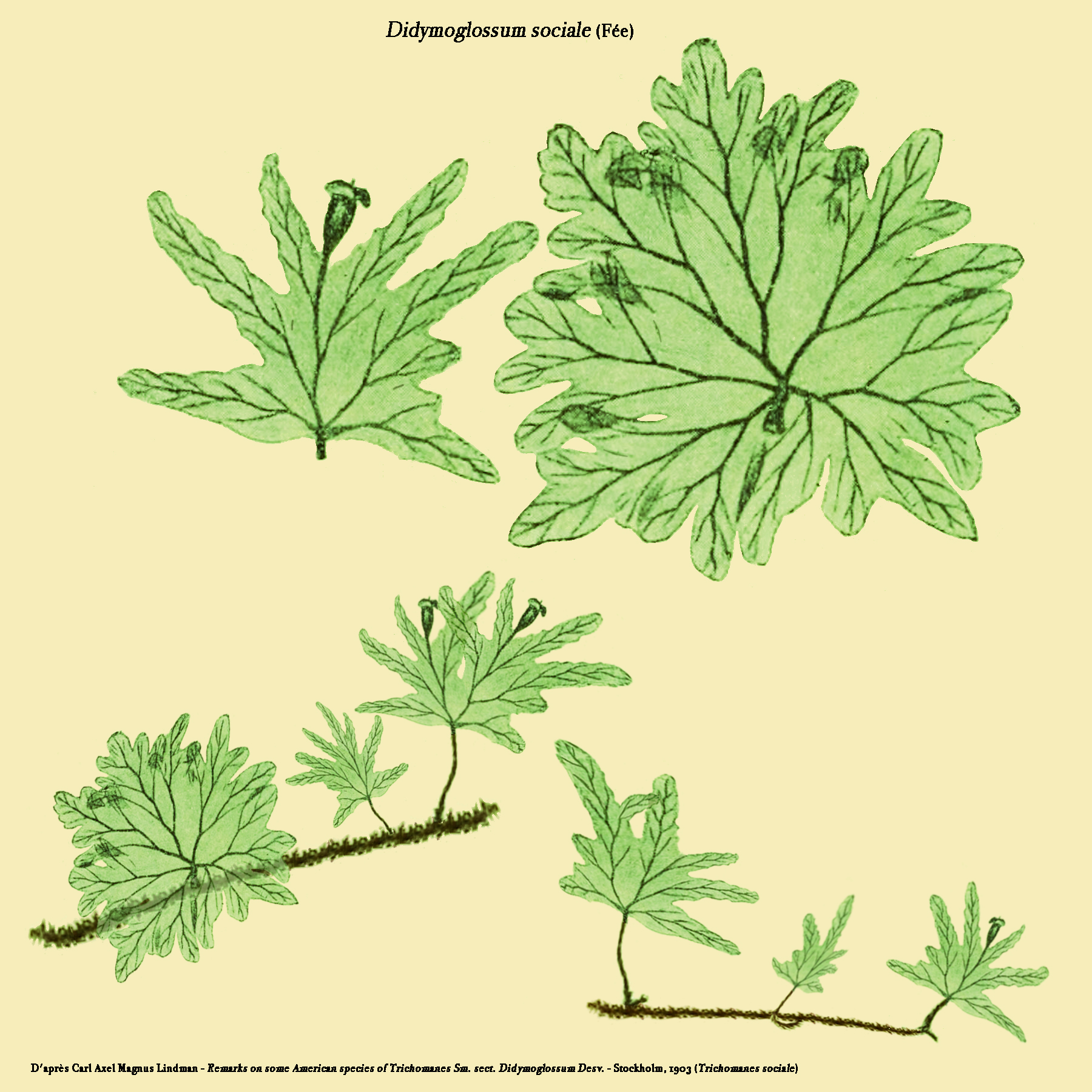
Didymoglossum sociale
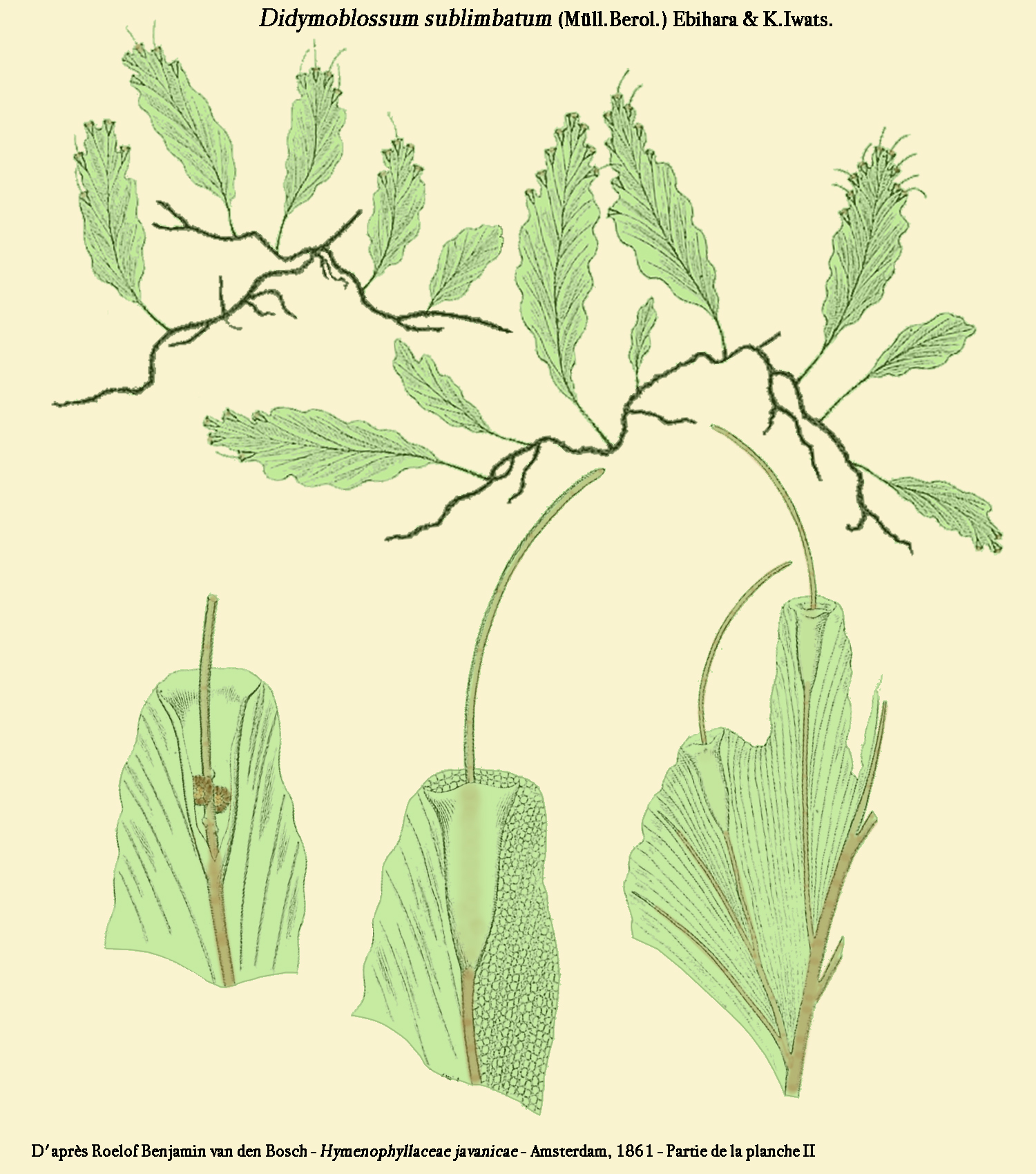
Didymoglossum sublimbatum
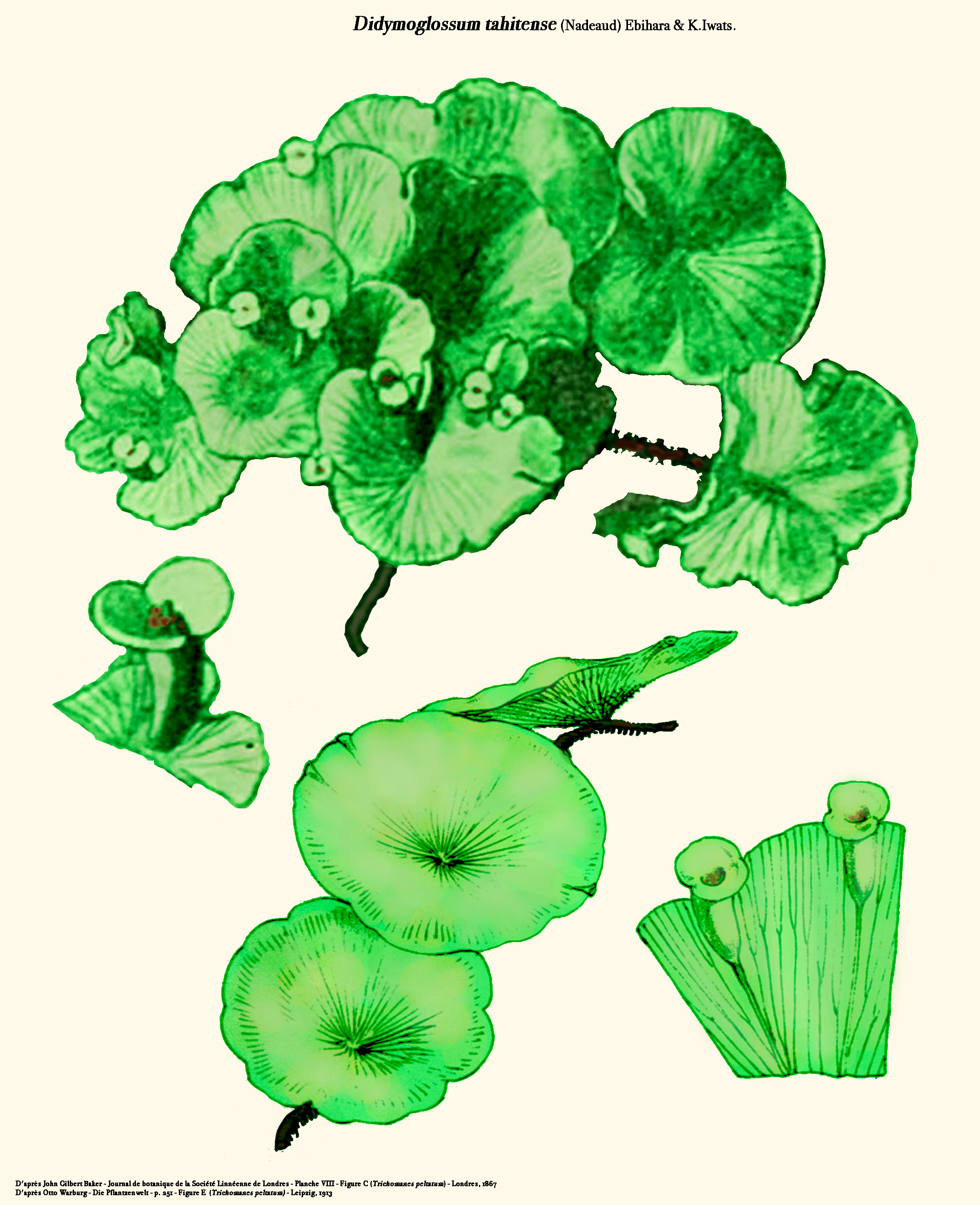
Didymoglossum tahitense

- Didymoglossum angustifrons Fée (1866) - Venezuela, Antilles (Guadeloupe en particulier) (Synonymes : Trichomanes angustifrons (Fée) Wess.Boer, Trichomanes muscoides var angustifrons (Fée) Christ)
- Didymoglossum barklyanum (Hook. ex Baker) J.P.Roux (2009) - Île Maurice, la Réunion (Synonyme : Trichomanes barklyanum Hook. ex Baker)
- Didymoglossum beaverianum Senterre & Rouhan (2017) - Seychelles
- Didymoglossum beccarianum (Ces.) Senterre & Rouhan (2017) - Seychelles (Synonyme : Trichomanes beccarianum Ces.)
- Didymoglossum cordifolium Fée (1866) - Martinique (Caraïbe), Amérique tropicale (Synonymes : Trichomanes cordifolium (Fée) Alston, Trichomanes hookeri var. cordifolium (Fée) Bonap., Trichomanes muscoides  var. cordifolium (Fée) Jenman)
- Didymoglossum curtii (Rosenst.) Pic.Serm. (1973) - Costa Rica (Amérique centrale et du sud) (Synonyme : Trichomanes curtii Rosenst.)
- Didymoglossum exiguum (Bedd.) Copel. (1938) - Inde, Ceylan (Synonymes : Hymenophyllum exiguum Bedd., Trichomanes exiguum (Bedd.) Baker)
- Didymoglossum fontanum (Lindm.) Copel. (1938) - Brésil (Amérique du Sud) (Synonyme Trichomanes fontanum Lindm.)
- Didymoglossum fructuosum Fée (1866) - Guadeloupe (Caraïbe, Amérique du Sud)
- Didymoglossum fulgens (C.Chr.) J.P.Roux (2009) - Seychelles (Synonyme : Trichomanes fulgens C.Chr.)
- Didymoglossum gourlianum (Grev. ex J.Sm.) Pic.Serm. (1973) - Panama (Amérique centrale) (Synonyme : Trichomanes gourlianum Grev. ex J.Sm.)
- Didymoglossum hedwigii C.Presl (1848)
- Didymoglossum hildebrandtii (Kuhn) Ebihara & Dubuisson (2006) - Anjouan (Comores) (Synonyme : Trichomanes hildebrandtii Kuhn)
- Didymoglossum hookeri C.Presl (1843) - Amérique tropicale (Synonyme : Hemiphlebium hookeri (C.Presl) C.Presl)
- Didymoglossum hymenoides (Hedw.) Copel. (1938) - Amérique tropicale, Caraïbe (Synonymes : Didymoglossum apodum (Hook.) Bosch, Didymoglossum muscoides (Sw.) Desv., Didymoglossum reptans var. muscoides (Sw.) E.Fourn., Hemiphlebium hymenoides (Hedw.) Prantl, Trichomanes apodum Hook., Trichomanes hymenoides Hedw., Trichomanes muscoides Sw., Trichomanes pseudoreptans (Rosenst.) Sehnem)
- Didymoglossum krausii (Hook. & Grev.) C.Presl (1843) - Amérique tropicale, Floride (Synonymes : Trichomanes krausii Hook. & Grev., Hemiphlebium krausii (Hook. & Grev.) Prantl)
  - Didymoglossum krausii var. subpinnatifida W.Schaffn. - Mexique[8].
- Didymoglossum laceratum Fée (1866) - Guadeloupe (Caraïbe, Amérique du Sud)
- Didymoglossum lehmannii (Hieron.) Copel. (1941) - Colombie (Synonyme : Trichomanes lehmannii Hieron.)
- Didymoglossum liberiense (Copel.) Copel. (1938) - Liberia (Synonyme : Trichomanes liberiense Copel.)
- Didymoglossum lineolatum Bosch (1863) - Jamaïque (Caraïbe, Amérique du Sud) (Synonymes : Trichomanes lineolatum (Bosch) Hook., Hemiphlebium lineolatum (Bosch) Bosch)
- Didymoglossum lorencei (Tardieu) Ebihara & Dubuisson (2006) - Archipel des Comores (Synonyme : Trichomanes lorencei Tardieu)
- Didymoglossum melanopus (Baker) Copel. (1938) - Équateur (Synonyme : Trichomanes melanopus Baker)
- Didymoglossum membranaceum (L.) Vareschi (1969) - Amérique tropicale (Synonyme : Trichomanes membranaceum L., Lecanium membranaceum (L.) C.Presl, Hemiphlebium membranaceum (L.) Prantl, Lecanolepis membranacea (L.) Pic.Serm.)
- Didymoglossum montanum (Hook.) J.P.Roux (2009) - Amérique tropicale, Natal, Madagascar (Synonymes : Didymoglossum quercifolium (Hook. & Grev.) C.Presl, Didymoglossum reptans var. quercifolium (Hook. & Grev.) E.Fourn., Didymoglossum robinsonii (Hook. ex Baker) Copel., Trichomanes montanum Hook.,, Trichomanes pusillum var. quercifolium (Hook. & Grev.) Baker, Trichomanes quercifolium Hook. & Grev., Trichomanes reptans var. quercifolium (Hook. & Grev.) Jenman, Trichomanes robinsonii Hook. ex Baker)
- Didymoglossum mosenii (Lindm.) Copel. (1938) - Brésil (Amérique du Sud) (Synonyme : Trichomanes mosenii Lindm.)
- Didymoglossum motleyi (Bosch) Ebihara & K.Iwats. (2006) - Taïwan, Asie tropicale, Mélanésie, Queensland, Afrique occidentale tropicale (Synonymes : Hemiphlebium motleyi (Bosch) Prantl, Microgonium motleyi Bosch, Trichomanes motleyi (Bosch) Bosch)
- Didymoglossum myrioneuron (Lindm.) Copel. (1938) - Amérique tropicale (Brésil, Guyane Française, Costa Rica) (Synonyme : Trichomanes myrioneuron Lindm.)
- Didymoglossum nummularium Bosch (1863) - Nord Brésil (Synonyme : Trichomanes nummularium (Bosch) C.Chr.)
- Didymoglossum ovale E.Fourn. (1873) - Tovar, Venezuela (Amérique du Sud) (Synonyme : Trichomanes ovale (E.Fourn.) Wess.Boer)
- Didymoglossum pabstianum (Müll.Berol.) Bosch (1859) - Brésil (Synonymes : Trichomanes pabstianum Müll.Berol., Trichomanes hymenoides f. pabstiana (Müll.Berol) Rosenst.)
- Didymoglossum palmarum Vareschi (1966) - Venezuela
- Didymoglossum petersii (A.Gray) Copel. (1938) - États-Unis (Alabama, Géorgie, Mississippi) et Amérique centrale (Mexique, Costa Rica, Guatemala, Honduras et El Salvador) (Synonymes : Trichomanes petersii A.Gray, Hemiphlebium petersii (A.Gray) Prantl., Microgonium petersii (A.Gray) Bosch)
- Didymoglossum pinnatinervium (Jenman) Pic.Serm. (1973) - Guyana (Synonyme : Trichomanes pinnatinervium Jenman)
- Didymoglossum punctatum (Poir.) Desv. (1827) - Amérique tropicale (Synonymes : Didymoglossum sphenoides (Kunze) C.Presl, Trichomanes sphenoides Kunze, Trichomanes punctatum Poir., Trichomanes punctatum subsp. sphenoides (Kunze) Wess.Boer, Hemiphlebium punctatum (Poir.) Bosch)
- Didymoglossum pusillum (Sw.) Desv. (1827) - Caraïbe, Amérique tropicale (Synonymes : Trichomanes pusillum Sw., Hemiphlebium pusillum (Sw.) Prantl[9])
- Didymoglossum reptans (Sw.) C.Presl (1843) - Caraïbe et Amérique tropicale (Synonyme : Trichomanes reptans Sw.)
  - Didymoglossum reptans var. schaffneri (Schltdl.) E.Fourn. (1872) - Mexique (Synonymes : Trichomanes schaffneri Schltdl., Didymoglossum schaffneri (Schltdl.) Bosch)
- Didymoglossum rhipidophyllum (Sloss.) Pic.Serm. (1973) - Colombie (Synonyme :Trichomanes rhipidophyllum Sloss.)
- Didymoglossum sociale Fée (1872) - Brésil (Synonymes : Trichomanes sociale (Fée) Lindm., Trichomanes hymenoides f. socialis Rosenst.)
- Didymoglossum sublimbatum (Müll.Berol.) Ebihara & K.Iwats. (2006) - Asie du Sud-Est (Cambodge, Chine - Yunnan et Guangxi -, Laos, Myanmar, Thaïlande et Vietnam), Malaisie, Nouvelle-Guinée (Synonymes : Hemiphlebium sublimbatum Prantl, Microgonium sublimbatum (Müll.Berol.) Bosch, Trichomanes baileyanum Watts, Trichomanes marchantioides Zippel ex Moritz, Trichomanes sublimbatum Müll.Berol.)
- Didymoglossum tahitense (Nadeaud) Ebihara & K.Iwats. (2006) - Tahiti, Java, îles du Pacifique (Synonymes : Hemiphlebium peltatum (Baker) Luerss., Microgonium omphalodes Vieill. ex E.Fourn., Microgonium tahitense (Nadeaud) Tindale, Trichomanes omphalodes  (Vieill. ex E.Fourn.) C.Chr., Trichomanes pannosum Ces., Trichomanes peltatum Baker, Trichomanes tahitense Nadeaud)
- Didymoglossum wallii (Thwaites) Copel. (1938) - Ceylan (Synonyme : Trichomanes wallii Thwaites)

#### Sous-genreMicrogonium
Le sous-genre Microgonium comprend toutes les espèces qui possèdent de fausses nervures submarginales.

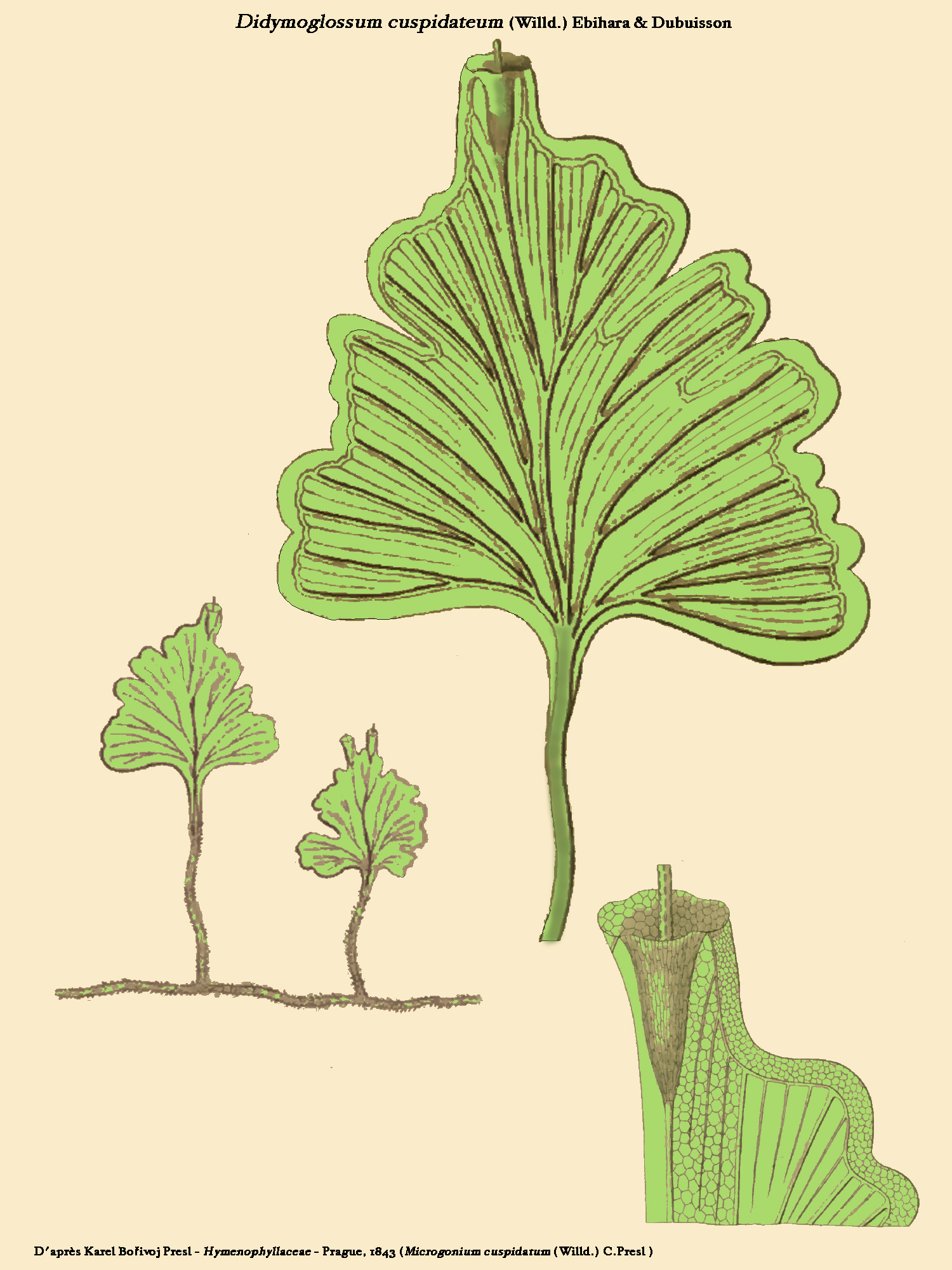
Didymoglossum cuspidatum
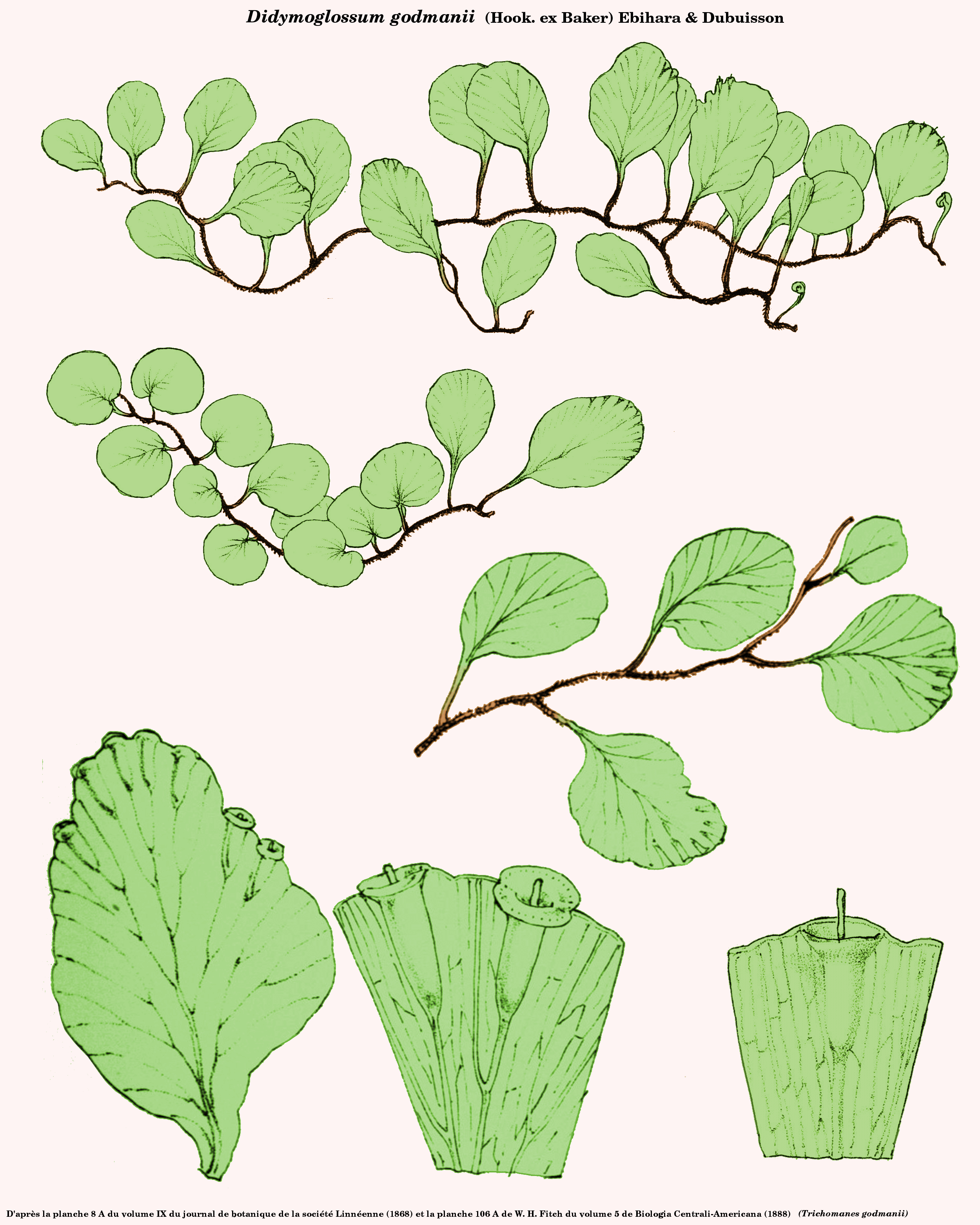
Didymoglossum godmanii
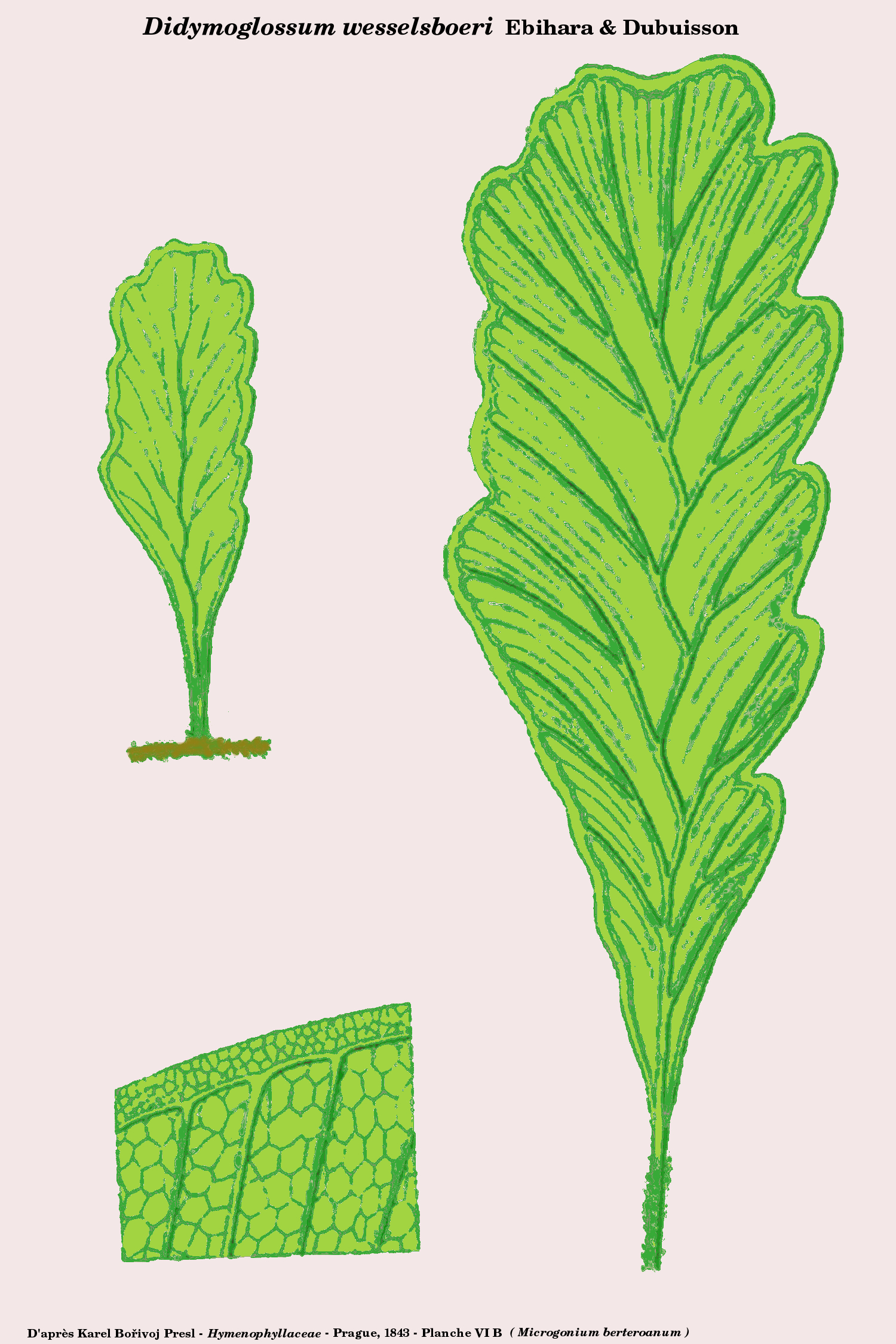
Didymoglossum wesselsboeri

- Didymoglossum ballardianum (Alston) J.P.Roux (2009) - Sud Nigeria (Synonyme : Trichomanes ballardianum Alston)
- Didymoglossum benlii (Pic.Serm.) J.P.Roux (2009) - Cameroun, bassin du Congo (Synonyme : Microgonium benlii Pic.Serm.)
- Didymoglossum bimarginatum (Bosch) Ebihara & K.Iwats. (2006) - Taïwan, Inde du sud, Ceylan. Malaisie (Synonymes : Microgonium bimarginatum Bosch, Hemiphlebium bimarginatum (Bosch) Luerss., Trichomanes bimarginatum (Bosch) Bosch.)
- Didymoglossum chamaedrys (Taton) J.P.Roux (2009) - Congo (Synonymes : Trichomanes chamaedrys Taton, Crepidomanes chamaedrys (Taton) G.Kunkel)
- Didymoglossum crispulum (Bosch) Fée (1866) - Caraïbe (Synonyme : Trichomanes crispulum Bosch)
- Didymoglossum cuspidatum (Willd.) Ebihara & Dubuisson (2006) - Afrique tropicale, Madagascar (Synonymes : Hemiphlebium cuspidatum (Willd.) Prantl, Microgonium cuspidatum (Willd.) C.Presl, Trichomanes adianthinum Bory, Trichomanes bojeri Hook. & Grev., Trichomanes cuspidatum Willd.)
  - Didymoglossum cuspidatum var. densestriatum (C.Chr.) J.P.Roux (2009) - Madagascar (Synonyme : Trichomanes cuspidatum var. densestriatum C.Chr.)
- Didymoglossum ekmanii (Wess.Boer) Ebihara & Dubuisson (2006) - Amérique tropicale (Synonyme : Trichomanes ekmanii Wess.Boer)
- Didymoglossum erosum (Willd.) J.P.Roux (2008) - Afrique occidentale tropicale (Synonymes : Trichomanes erosum Willd., Crepidomanes erosum (Willd.) G.Kunkel)
- Didymoglossum godmanii (Hook. ex Baker) Ebihara & Dubuisson (2006) - Costa Rica, Cuba, Guatemala, Panama (Amérique centrale) (Synonymes : Microgonium godmanii (Hook.ex Baker) Pic.Serm, Trichomanes godmanii Hook. ex Baker)
- Didymoglossum kapplerianum (J.W.Strum) Ebihara & Dubuisson (2006) - Brésil (Synonymes : Trichomanes kapplerianum J.W.Sturm, Microgonium kapplerianum (J.W.Sturm) Pic.Serm.)
- Didymoglossum kirkii (Hook.) Ebihara & Dubuisson (2006) - Mayotte, Comores (Synonyme : Trichomanes kirkii Hook.)
- Didymoglossum lenormandii (Bosch) (2006) - Mayotte, Comores (Synonyme : Trichomanes lenormandii Bosch)
- Didymoglossum mindorense (Christ) K.Iwats. (2006) - Mindoro (Synonyme : Trichomanes midnorese Christ)
- Didymoglossum pygmaeum (C.Chr.) Ebihara & Dubuisson (2006) - Madagascar (Synonyme : Trichomanes pygmaeum C.Chr.)
- Didymoglossum rotundifolium (Bonap.) J.P.Roux (2009) - Madagascar (Synonyme : Trichomanes rotundifolium Bonap.)
- Didymoglossum sinuatum (Bonap.) Ebihara & Dubuisson (2006) - Madagascar (Synonyme : Trichomanes sinuatum Bonap.)
- Didymoglossum wesselsboeri Ebihara & Dubuisson (2006) - Amérique tropicale (Synonymes : Trichomanes hookeri C.Presl, Microgonium berteroanum C.Presl)

#### Autres espèces synonymes ou qui ont été classées à tort dans le genreDidymoglossum
- Didymoglossum acanthoides Bosch (1856) - Chine, Philippines, Thaïlande - Voir Hymenophyllum acanthoides (Bosch) Rosenst. (synonymes : Leptocionium acanthoides (Bosch) Bosch, Meringium acanthoides (Bosch) Copel.)
- Didymoglossum aculeatum (J.Sm.) Bosch (1856) - Vietnam (Asie tropicale) - Voir Hymenophyllum aculeatum (J.Sm.) Racib. (synonymes : Trichomanes aculeatum J.Sm., Leptocionium aculeatum (J.Sm.) Bosch)
- Didymoglossum affine Bosch (1856) - Asie (Chine, Thaïlande) et Océan Indien (Indonésie) - Voir Hymenophyllum holochilum (Bosch) C.Chr. (synonyme : Didymoglossum affine Bosch, Leptocionium affine (Bosch) Bosch, Leptocionium holochilum (Bosch) Bosch, Meringium holochilum (Bosch) Copel.)
- Didymoglossum alatum Desv. (1827) - Jamaïque (Caraïbe et Amérique du Sud) - Voir Vandenboschia radicans (Sw.) Copel. (Synonyme : Trichomanes radicans Sw.)
- Didymoglossum alatum C.Presl (1843) - Madagascar - Voir Crepidomanes bipunctatum (Poir.) Copel.
- Didymoglossum anomalum Bosch (1863) - Philippines, Bornéo - Voir Crepidomanes brevipes (C.Presl) Copel. (synonymes : Didymoglossum brevipes C.Presl, Trichomanes brevipes (C.Presl) Baker, Trichomanes melanorhizon Hook.)
- Didymoglossum apodum (Hook. & Grev.) Bosch (1859) - Barbades, Jamaïque (Caraïbe et Amérique du Sud) - Voir Didymoglossum hymenoides (Hedw.) Copel. (synonymes : Trichomanes apodum Hook. & Grev., Trichomanes hymenoides Hedw., Trichomanes muscoides Sw.)
- Didymoglossum bilabiatum (Nees & Blume) Bosch (1856) - Malaisie, Mélanésie - Voir Crepidomanes bilabiatum (Nees & Blume) Copel. (synonyme : Trichomanes bilabiatum Nees & Blume)
- Didymoglossum bipunctatum (Poir.) E.Fourn. (1873) - Asie tropicale, Pacifique, Madagascar et la Réunion - Voir Crepidomanes bipunctatum (Poir.) Copel. (synonymes :  Didymoglossum anomalum Bosch, Hymenophyllum filicula Bory ex Willd., Taschneria filicula (Bory ex Willd.) C.Presl, Trichomanes bipunctatum Poir.,  Trichomanes capillatum Taschner, Trichomanes dilatatum Kuhn (non G.Forst.), Trichomanes filicula (Bory ex Willd.) Bory)
- Didymoglossum braunii Bosch (1856) - Java, Bornéo - Voir Hymenophyllum brachyglossum A.Braun ex Kunze
- Didymoglossum brevipes C.Presl (1843) - Philippines, Bornéo - Voir Crepidomanes brevipes (C.Presl) Copel. (synonymes : Didymoglossum anomalum Bosch, Trichomanes brevipes (C.Presl) Baker, Trichomanes melanorhizon Hook.)
- Didymoglossum capillatum C.Presl (1843) - Madagascar - Voir Crepidomanes bipunctatum (Poir.) Copel.
- Didymoglossum decipiens Desv. (1827) - Saint Domingue, Guadeloupe - Voir genre Polyphlebium[10]
- Didymoglossum denticulatum (Sw.) Hassk. (1857) - Asie tropicale (Chine, Thaïlande), Java - Voir Hymenophyllum denticulatum Sw. (synonymes : Trichomanes denticulatum (Sw.) Poir., Leptocionium denticulatum (Sw.) Bosch, Meringium denticulatum (Sw.) Copel.)
- Didymoglossum dilatatum Bosch (1863) - Chine (Hainan) - Voir Crepidomanes dilatatum Ching
- Didymoglossum euphlebium Bosch (1863) - Inde - Voir Crepidomanes euphlebium (Bosch) R.D.Dixit & Ghosh
- Didymoglossum ferox Hassk. (1857) - Java - Voir Hymenophyllum denticulatum Sw.
- Didymoglossum filicula (Bory) Desv. (1827) - Madagascar - Voir Crepidomanes bipunctatum (Poir.) Copel. (synonymes : Hymenophylum filicula Bory ex Willd., Trichomanes filicula (Bory) Bory)
- Didymoglossum fuscum (Blume) Hassk. (1857) - Malaisie - Voir Hymenophyllum fuscum (Blume) Bosch (synonymes : Amphipterum fuscum (Blume) C.Presl, Hymenophyllum dipteroneuron A.Br. ex Kunze, Trichomanes fuscum Blume)
- Didymoglossum griffithii Bosch (1863) - Inde - Voir Crepidomanes griffithii (Bosch) R.D.Dixit & Ghosh
- Didymoglossum holochilum Bosch (1856) - Asie tropicale (Chine, Thaïlande) et Océan Indien (Indonésie) - Voir Hymenophyllum holochilum (Bosch) C.Chr. (synonymes : Didymoglossum affine Bosch, Leptocionium affine (Bosch) Bosch, Leptocionium holochilum (Bosch) Bosch, Meringium holochilum (Bosch) Copel.)
- Didymoglossum humile (G.Forst.) C.Presl (1843) - Java, Taïwan, Nouvelle-Guinée, Polynésie - Voir Crepidomanes humile (G.Forst.) Bosch (synonyme : Trichomanes humile G.Forst.)
- Didymoglossum insigne Bosch (1863) - Inde, Chine, Tonkin - Voir Crepidomanes insigne (Bosch) Fu
- Didymoglossum intramarginale (Hook. & Grev.) C.Presl (1848) - Ceylan - Voir Crepidomanes intramarginale (Hook. & Grev.) C.Presl (Synonyme : Trichomanes intramarginale Hook. & Grev.)
- Didymoglossum latealatum Bosch (1863) - Asie, Australie, Polynésie, ouest et sud de l'Afrique - Voir Crepidomanes latealatum (Bosch) Copel.
- Didymoglossum laxum Bosch (1861) - Malaisie, Mélanésie - Voir Crepidomanes bilabiatum (Nees & Blume) Copel.
- Didymoglossum lineare (Sw.) Desv. (1827) - Jamaïque - Voir Hymenophyllum lineare (Sw.) Sw. (synonymes : Trichomanes lineare Sw., Sphaerocionium lineare (Sw.) C.Presl)
- Didymoglossum longisetum C.Presl (1843) - Nouvelle-Guinée, Bornéo - Voir Abrodictyum obscurum (Blume) Ebihara & K.Iwats. (synonymes : Cephalomanes obscurum (Blume) K.Iwats., Didymoglossum obscurum (Blume) Hassk., Selenodesmium obsucrum (Blume) Copel., Selenodesmium saxatile (Backh. ex Moore) Parris, Trichomanes englerianum Brause, Trichomanes latipinum Copel., Trichomanes obscurum Blume, Trichomanes papillatum Müll.Berol., Trichomanes racemulosum Bosch, Trichomanes saxatille Brackh. ex Moore)
- Didymoglossum magellanicum Desv. (1827) - Sud du Brésil - Voir Hymenophyllum magellanicum (Desv.) Willd.
- Didymoglossum minutulum (Gaudich.) C.Presl (1843) - Java, Taïwan, Nouvelle-Guinée, Polynésie - Voir Crepidomanes humile (G.Forst.) Bosch (synonymes : Trichomanes minutulum Gaudich., Trichomanes humile G.Forst.)
- Didymoglossum muscoides (Sw.) Desv. (1827) - Amérique tropicale - Voir Didymoglossum hymenoides (Hedw.) Copel. (synonymes : Didymoglossum reptans var. muscoides (Sw.) E.Fourn., Trichomanes muscoides Sw., Didymoglossum apodum (Hook. & Grev.) Copel., Tricomanes hymenoides Hedw.) [11].
- Didymoglossum neesii (Blume) C.Presl (1843) - Java, Luzon - Voir Hymenophyllum neesii (Blume) Hook. (synonyme : Trichomanes neesii Blume)
- Didymoglossum obscurum (Blume) Hassk. (1857) - Nouvelle-Guinée, Bornéo - Voir Abrodictyum obscurum (Blume) Ebihara & K.Iwats. (synonymes : Cephalomanes obscurum (Blume) K.Iwats., Didymoglossum longisetum C.Presl, Selenodesmium obsucrum (Blume) Copel., Selenodesmium saxatile (Backh. ex Moore) Parris, Trichomanes englerianum Brause, Trichomanes latipinum Copel., Trichomanes obscurum Blume, Trichomanes papillatum Müll.Berol., Trichomanes racemulosum Bosch, Trichomanes saxatille Brackh. ex Moore)
- Didymoglossum plicatum Bosch (1863) - Asie tropicale - Voir Crepidomanes plicatum (Bosch) Ching
- Didymoglossum pumilum Hassk. (1857) - Java, Océanie, Australie (Nouvelle-Galles du Sud). - Voir Hymenophyllum pumilum (Hassk.) C.Moore
- Didymoglossum quercifolium (Hook. & Grev.) C.Presl (1843) - Équateur - Voir Didymoglossum montanum (Hook.) J.P.Roux (synonymes : Didymoglossum reptans var. quercifolium (Hook. & Grev.) E.Fourn., Didymoglossum robinsonii (Hook. ex Baker) Copel., Trichomanes montanum Hook., Trichomanes pusillum var. quercifolium (Hook. & Grev.) Baker, Trichomanes quercifolium Hook. & Grev., Trichomanes reptans var. quercifolium (Hook. & Grev.) Jenman, Trichomanes robinsonii Hook. ex Baker)
- Didymoglossum racemulosum Bosch (1863) - Inde - Voir Crepidomanes racemulosum (Bosch) Ching
  - Didymoglossum reptans var. muscoides (Sw.) E.Fourn. (1872) - Amérique tropicale - Voir Didymoglossum hymenoides (Hedw.) Copel. (synonymes : Didymoglossum apodum (Hook. & Grev.) Copel., Didymoglossum muscoides (Sw.) Desv., Hemiphlebium muscoides (Sw.) Prantl, Trichomanes apodum Hook. & Grev., Trichomanes hymenoides Hedw., Trichomanes muscoides Sw.)
  - Didymoglossum reptans var. quercifolium (Hook. & Grev.) E.Fourn. (1872) - Équateur - Voir Didymoglossum montanum (Hook.) J.P.Roux (synonymes : Didymoglossum quercifolium (Hook. & Grev.) C.Presl, Didymoglossum robinsonii (Hook. ex Baker) Copel., Trichomanes montanum Hook., Trichomanes pusillum var. quercifolium (Hook. & Grev.) Baker, Trichomanes quercifolium Hook. & Grev., Trichomanes reptans var. quercifolium (Hook. & Grev.) Jenman, Trichomanes robinsonii Hook. ex Baker)
- Didymoglossum robinsonii (Hook. ex Baker) Copel. (1938) - Amérique centrale - Voir Didymoglossum montanum (Hook.) J.P.Roux (synonymes : Didymoglossum quercifolium (Hook. & Grev.) C.Presl, Didymoglossum reptans var. quercifolium (Hook. & Grev.) E.Fourn., Trichomanes montanum Hook., Trichomanes pusillum var. quercifolium (Hook. & Grev.) Baker, Trichomanes quercifolium Hook. & Grev., Trichomanes reptans var. quercifolium (Hook. & Grev.) Jenman, Trichomanes robinsonii Hook. ex Baker)
- Didymoglossum schaffneri (Schltdl.) Bosch (1859) - Mexique - Voir Didymoglossum reptans var. schaffneri (Schltdl.) E. Fourn.
- Didymoglossum serrulatum C.Presl (1843) - Philippines, Nouvelle-Guinée - Voir Hymenophyllum serrulatum (C.Presl) C.Chr.
- Didymoglossum simonsianum (Hook.) Bosch (1863) - Inde du Nord, Taïwan - Voir Hymenophyllum simonsianum Hook.
- Didymoglossum sphenoides (Kunze) C.Presl (1843) - Amérique tropicale - Voir Didymoglossum punctatum (Poir.) Desv. (synonyme : Trichomanes sphenoides Kunze)
- Didymoglossum undulatum C.Presl (1843) - Madagascar - Voir Crepidomanes bipunctatum (Poir.) Copel. (synonymes : Didymoglossum anomalum Bosch, Didymoglossum bipunctatum (Poir.) E.Fourn., Hymenophyllum filicula Bory ex Willd., Taschneria filicula (Bory ex Willd.) C.Presl, Trichomanes bipunctatum Poir.,  Trichomanes capillatum Taschner, Trichomanes dilatatum Kuhn (non G.Forst.), Trichomanes filicula (Bory ex Willd.) Bory)
- Didymoglossum zollingeri (Kunze) Hassk. (1857) - Java - Voir Hymenophyllum zollingerianum Kunze